# Родимин, Денис Викторович
Денис Викторович Родимин (род. 11 июня 1974, Москва, СССР) — российский кинорежиссёр, сценарист и кинопродюсер, член Союза кинематографистов России.

## Биография
Родился в Москве. Мать, Лина Александровна Родимина (1948), кандидат наук, работала научным сотрудником в одном из Московских ЦНИИ, а отец, Виктор Николаевич Родимин (1948—2010), — военный.
Учился в средней школе номер 447 и художественной школе номер 5. В 1990 году поступил в Московский институт химического машиностроения (МИХМ), но не окончил и поступил в Школу анимационной кинематографии, после чего некоторое время работал художником-мультипликатором.
В 1995 году поступил во ВГИК в мастерскую Александра Леонидовича Кайдановского, но в связи со скоропостижной и трагической смертью Александра Леонидовича мастерскую продолжили вести Юрий Николаевич Арабов и Татьяна Артемьевна Дубровина.
В 2000 году окончил во ВГИКе с красным дипломом сценарную мастерскую Ю. Н. Арабова и Т. А. Дубровиной.
В 2003 году окончил аспирантуру ВГИКа, где приобрёл педагогическую подготовку, что в результате в сочетании с накопленным практическим опытом позволило ему стать руководителем мастерской «Сценарист кино и телевидения» на Высших курсах ВГИКа.
Начав педагогическую деятельность в 2008 году, продолжает её и в настоящее время. Также была создана совместно с Владимиром Алексеевичем Фенченко программа «Драматургия и режиссура», не имевшая аналогов ни в одном из учебных заведений, что позволило обучать студентов параллельно двум профессиям.
Выпускники мастерской успешно защитили дипломы, нашли себя в профессии. Многие из них уже отмечены как талантливые и профессиональные сценаристы и режиссёры, участники и лауреаты российских и международных фестивалей.
С 2005 по 2009 год Денис Родимин занимал должность главного редактора и креативного продюсера Дирекции производства кино и сериалов телекомпании НТВ.
С 2010 по 2014 год Денис Родимин был главным редактором кинокомпании «Нон-стоп продакшн» Сергея Мелькумова и Александра Роднянского.
В 2014 году Денис Родимин стал членом жюри 25-го кинофестиваля «Кинотавр». Председатель жюри — режиссёр Андрей Звягинцев, также в жюри входили: продюсер канала «Культура» Сергей Шумаков, актёры Юрий Колокольников и Елена Лядова, оператор Владислав Опельянц + кинокритик Алёна Шумакова. (https://www.kinotavr.ru/history/2014/jury)
С 2007 года — член Государственной Аттестационной Комиссии (ГАК) ВГИКа по специальности «Драматургия», в течение нескольких лет являлся её председателем.
Много лет Денис Викторович участвовал в качестве эксперта в работе сценарной группы Фонда кино РФ.

## Творчество
Творческий успех Дениса Родимина основывается прежде всего на жанровом разнообразии созданных им фильмов и сериалов, ведь это драмы, триллеры, комедии, мелодрамы, исторические фильмы, приключения и т. д. Работы были по достоинству оценены многочисленными премиями и наградами.
Также Денис Родимин проявил себя и в качестве режиссёра-постановщика. Снятые им фильмы номинировались и получали призы на национальных и международных фестивалях.

## Фильмография

### Режиссёр
- 2017 — проект «Севастополь 1942» (тизеры и клип на песню «Город в огне», исп. Александр Голубев)
- 2015 — «Гость» (п/м)
- 2011 — «Чужая мать» (п/м)
- 2008 — «Бес» (т/ф)

### Сценарист (авторство, соавторство, участие, экранизации)
- 2024 — «20/22»
- 2023 — «Северный полюс-8» (п/м, в производстве)
- 2023 — «Сказка о потерянном времени» (п/м, в производстве)
- 2022 — «Русская жена» (телесериал)
- 2018 — «Пилигрим» (п/м)
- 2017 — «Морские дьяволы. Северные рубежи» (телесериал)
- 2016 — «Простая история» (п/м)
- 2015 — «Новая жена» (телесериал)
- 2015 — «Медведицы» (телесериал)
- 2015 — «Гость» (п/м)
- 2014 — «Соблазн» (телесериал)
- 2014 — «Скорый „Москва — Россия“» (п/м)
- 2014 — «Авантюристы» (п/м)
- 2013 — «Война Принцессы» (п/м)
- 2011 — «Чужая мать» (п/м)
- 2011 — «Духless» (п/м)
- 2011 — «Амазонки» (телесериал)
- 2010 — «Химик» (телесериал)
- 2009 — «Правило лабиринта: Плацента» (телесериал)
- 2009 — «Олимпиус инферно» (т/ф)
- 2008 — «Опасная связь» (т/ф)
- 2008 — «Никто не знает про секс 2: No sex» (п/м)
- 2008 — «Бес» (т/ф)
- 2007 — «От любви до кохання» (телесериал)
- 2007 — «Муж на час» (т/ф)
- 2007 — «Жестокость» (п/м)
- 2006 — «Никто не знает про секс» (п/м)
- 2005 — «Рекламная пауза» (телесериал)
- 2005 — «Бумер. Фильм второй» (п/м)
- 2005 — «Большая прогулка» (телесериал)
- 2004 — «Ландыш серебристый» (телесериал)
- 2004 — «Джек-пот для Золушки» (телесериал)
- 2003 — «Русские амазонки-2» (телесериал)
- 2003 — «Бумер» (п/м)
- 2002 — «Теория запоя» (п/м)
- 2002 — «Мужская работа-2» (телесериал)
- 2002 — «Марш Турецкого» (телесериал, 3-й сезон)
- 2000 — «Триумф» (п/м)

### Продюсер
- 2008 — «Мёртвые души» (т/ф)
- 2008 — «Глухарь» (44 серии, телесериал)
- 2008 — «Знахарь» (телесериал)
- 2007 — «Месть. Обратная сторона любви» (т/ф, креативный продюсер: НТВ)
- 2007 — «Ты мне снишься» (т/ф, сопродюсер)

## Награды и номинации (избранные)
- ХХ Международный фестиваль ВГИК: приз за лучший оригинальный сценарий «Лёгкое головокружение»
- Главный приз фестиваля «Дух огня» за фильм «Бумер»
- XI фестиваль «Окно в Европу»: приз за фильм «Бумер» — лучший дебют
- Третья премия на Всероссийском конкурсе киносценариев «Профессионал» за сценарий «Лакмусовые цветы»
- Премия «MTV Russia Movie Awards» — 4 номинации фильма «Бумер. Фильм второй».
- VIII Международный фестиваль «Лучезарный ангел»: призы за фильм «Чужая мать» — лучший режиссёрский дебют и лучшая женская роль.
- VII Международный фестиваль в Казани: приз за фильм «Чужая мать» — лучшая режиссура.
- Пять номинаций на премию «Золотой орёл» фильма «Духless»
- 3-й Международный кинофестиваль фильмов для детей и юношества «Дары волхвов» в Барселоне — Гран-При за фильм «Война Принцессы»
- Фильм «Гость» — участие в основном конкурсе фестивалей «Кинотавр» и «Дух огня»
- Специальный приз XVI российского фестиваля кино и театра «Амурская осень» за фильм «Пилигрим»